# Плитная
Плитная — деревня в Дзержинском районе Красноярского края. Входит в состав Курайского сельсовета.

## История
Деревня была основана в 1923 году. По данным 1926 года в деревне имелось 38 хозяйств и проживало 193 человека (94 мужчины и 99 женщин). В национальном составе населения преобладали тептяри. Функционировала школа I ступени. В административном отношении деревня входила в состав Среднего сельсовета Рождественского района Канского округа Сибирского края.

## Население
| 2010 |
| ---- |
| 102  |